# Elbe (Baixa Saxônia)

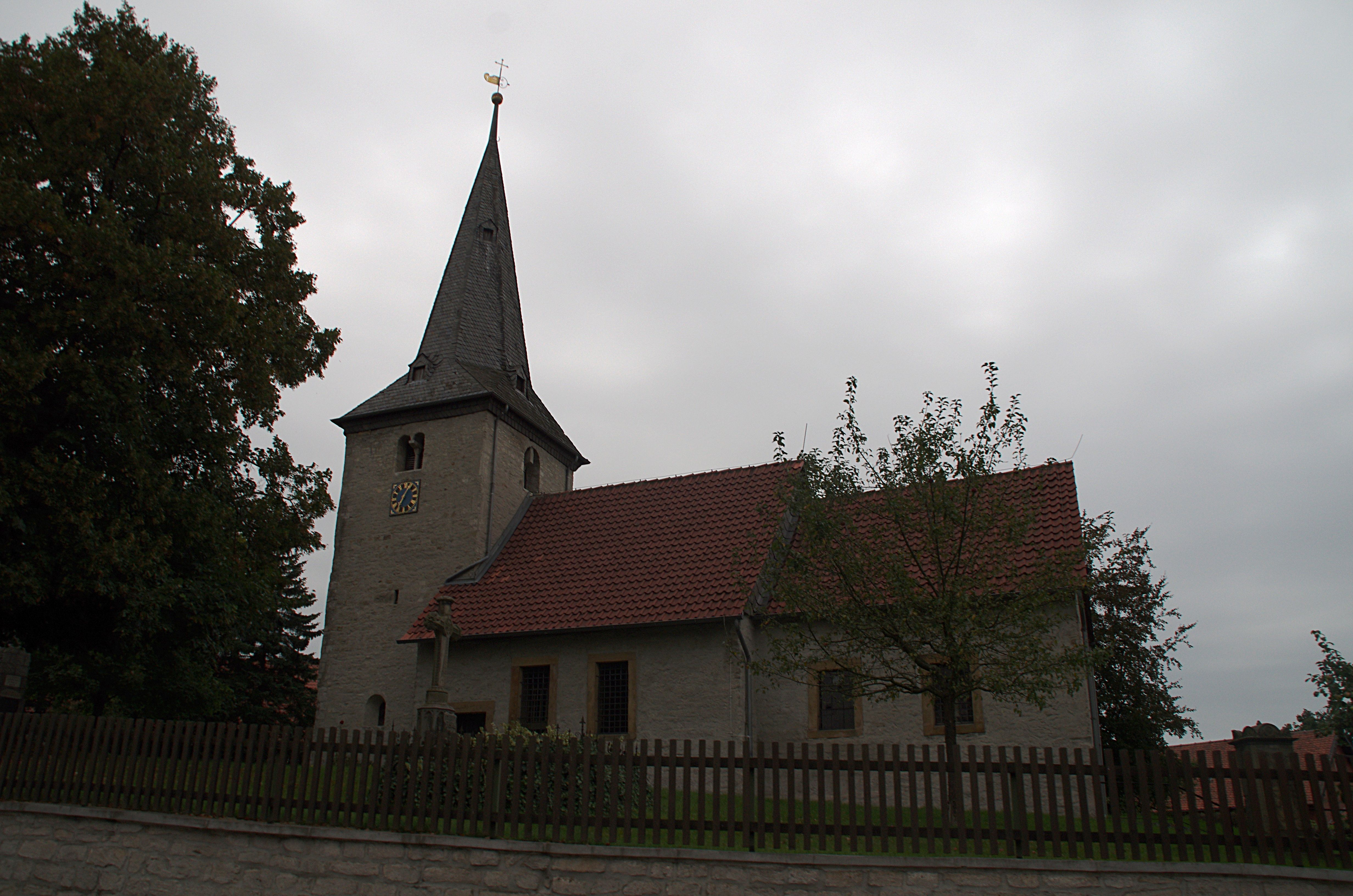
Klein Elbe

Elbe é um município da Alemanha localizado no distrito de Wolfenbüttel, estado da Baixa Saxônia.
Pertence ao Samtgemeinde  de Baddeckenstedt.